# 崔在亨
崔 在亨（チェ・ジェヒョン、최재형、1956年9月2日 - ）は、韓国の政治家、法曹人。同国元監査院長。本貫は海州崔氏。キリスト教徒。

## 来歴
慶尚南道鎮海市（現・昌原市）生まれ。父は江原道平康郡の出身で、大韓民国海軍の大領を務めた崔英燮である。1975年、ソウル大学校法学科に入学。そして1981年、司法試験に合格して、1986年、ソウル地方法院東部支院の判事を皮切りに、法曹界入りした。各地で判事、裁判所長を務めた後、2017年末、文在寅大統領から監査院長に指名されて、2018年1月2日、文大統領から第24代大韓民国監査院長に任命された。しかし、在任中に監査院は月城原子力発電所1号機に関する監査で、脱原発政策を推進する文在寅政権が1号機の早期閉鎖の過程で「原発の経済性を不合理に過小評価した」と発表したことをめぐって文在寅政権と対立したため、文を「原発に関する公約を履行するのに、手段と方法を選ばずに全て正当化できるのか」と批判した。結局2021年6月28日に監査院長職を辞任し、政治参加宣言をした。2021年7月15日に国民の力に入党して、8月4日、2022年大韓民国大統領選挙に出馬宣言した。9月の党内1次予備選で通過したが、10月の2次予備選で敗退した。その後、2022年3月9日の鐘路選挙区の国会議員補欠選挙に出馬し、投票の結果、49637票を獲得し当選した。

## エピソード
父をはじめとする家族の男子全員は兵役履行者で、崔本人も陸軍で法務官を務めたことがある。
2男2女の4人の子供がいるが、うち娘たちは実子で、息子たちは養子である。養親による児童虐待問題については事後管理の不備だと指摘し、養子縁組制度自体はあるべきだと主張している。
高校時代にはポリオを患う友達を毎日背負って登下校しており、その友達はのち同じくソウル大法大に進学し、司法試験に合格した同期でもある。現在は弁護士として働いており、崔の後援会長を務めている。
政界進出宣言当時、父親は「ずっと判事として裁判所でしか働かなかった」から、複雑な世界に合わないとして政治参加に反対する意思を伝えた。また、同じ高校出身の元国会議員の柳寅泰も崔を「模範生のスタイルだから、政治に合わない」と評した。
敬虔なキリスト教徒であるが、2021年7月に全羅北道の金山寺で仏教の僧侶の追悼式に参加し、統合と和合を強調した。